# The Holiday
The Holiday är en amerikansk romantisk komedi från 2006 i regi av Nancy Meyers, som även skrev manus. I huvudrollerna ses Cameron Diaz, Kate Winslet, Jude Law och Jack Black. Filmen hade världspremiär den 6 december 2006, och utspelar sig under julhelgen. 

## Handling
Iris Simpkins (Kate Winslet) arbetar för dagstidningen The Daily Telegraph i London och har varit kär i kollegan Jasper Bloom (Rufus Sewell) i över tre år. När hon får reda på att han förlovat sig med en annan kollega blir Iris förtvivlad och ifrågasätter sin livssituation.
Samtidigt upptäcker Amanda Woods (Cameron Diaz), arbetsnarkoman och ägare av en firma som gör filmtrailrar, att hennes pojkvän Ethan Ebbers (Edward Burns) varit otrogen med sin 24 år gamla sekreterare. Amanda bestämmer sig för att resa bort från sitt hem i Los Angeles över julhelgen och på en husbytarsajt på Internet hittar hon en annons som Iris publicerat med bilder på sin "pittoreska stuga i Surrey". Amanda svarar på annonsen och de båda kommer överens om att byta hus under två veckor.
Iris njuter av Amandas lyxvilla i Los Angeles, medan Amanda är besviken över det långsamma, stillsamma livet i Surrey. Efter bara några timmar bokar Amanda en flygbiljett hem till Los Angeles med avresa dagen därpå. Senare samma kväll knackar Iris bror Graham (Jude Law) på dörren för att sova ruset av sig hemma hos Iris, som han tror är hemma. Amanda går med på att Graham sover över eftersom han är för full för att köra hem, och efter en del flirtande från bådas håll har de sex med varandra.
I Los Angeles blir Iris vän med Ethans kollega Miles Dumont som är musikkompositör (Jack Black), och träffar även en gammal vilsen man som hon hjälper hem. Mannen heter Arthur Abbot (Eli Wallach) och det visar sig att han varit manusförfattare under Hollywoods guldålder. De två blir bästa vänner.

## Rollista i urval
- Cameron Diaz - Amanda Woods
- Kate Winslet - Iris Simpkins
- Jude Law - Graham Simpkins
- Jack Black - Miles Dumont
- Eli Wallach - Arthur Abbott
- Edward Burns - Ethan Ebbers
- Rufus Sewell - Jasper Bloom
- James Franco - sig själv
- Lindsay Lohan - sig själv
- Shannyn Sossamon - Maggie
- Miffy Englefield - Sophie Simpkins
- Emma Pritchard - Olivia Simpkins
- Kathryn Hahn - Bristol
- John Krasinski - Ben
- Bill Macy - Ernie
- Shelley Berman - Norman
- Jon Prescott - James, Maggies pojkvän
- Dustin Hoffman - sig själv